# Westgalizien

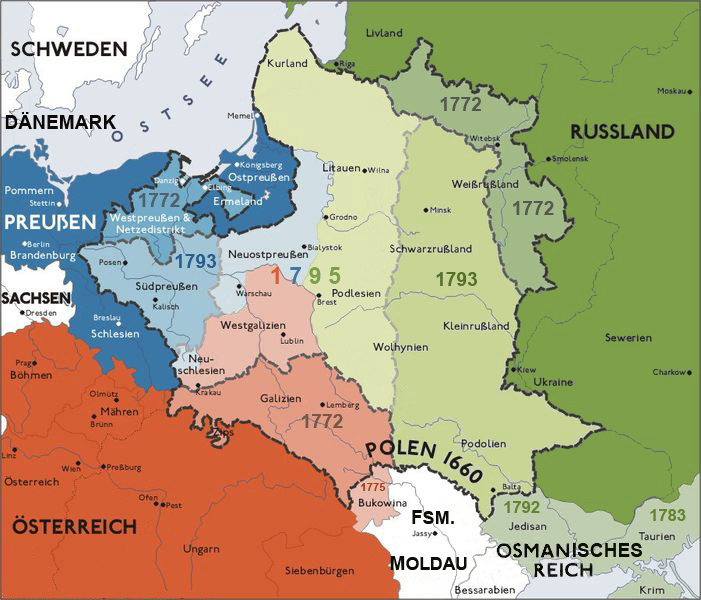
Dritte Polnische Teilung: Westgalizien ist hellrot dargestellt

Westgalizien (auch Neugalizien) wurde der Teil des Königreichs Polen genannt, der mit der Dritten Polnischen Teilung 1795 an Österreich gekommen war und mit dem Kronland Galizien, das seit der Ersten Teilung Polens 1772 österreichisch war, vereinigt wurde.
Der Name Westgalizien ist ein wenig irreführend, da es im Norden an das bisherige Kronland anschloss. Es lag an der oberen Weichsel und wurde im Westen von der Pilica und im Norden und Osten vom Bug begrenzt. Es umfasste damit etwa den Norden der historischen Landschaft Kleinpolen. Westgalizien war 52.000 km² groß und hatte 1,3 Millionen Einwohner. Seine wichtigsten Städte waren Krakau, Lublin und Kielce. Praga mit dem östlichen Vorland Warschaus lagen jedoch im Teilungsgebiet Preußens.

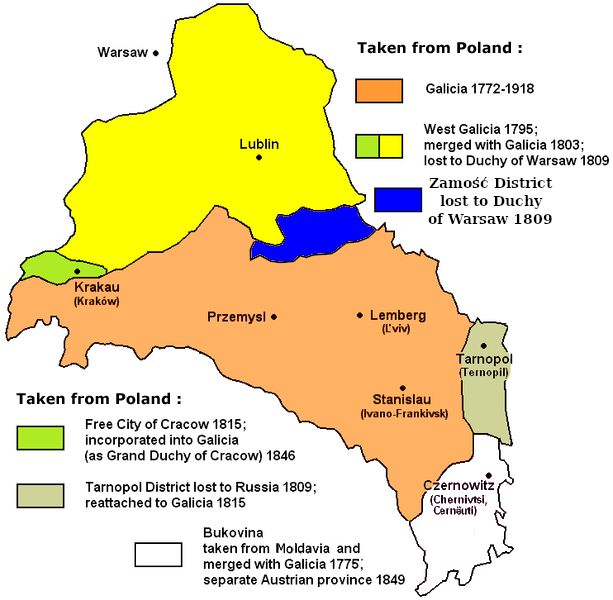
Das Königreich Galizien: Westgalizien ist gelb und grün dargestellt

## Geschichte
Bereits während des Kościuszko-Aufstandes drangen 1794 österreichische Truppen in das Gebiet rund um Lublin ein, um etwaige Ansprüche vor allem gegenüber Preußen, das auf den Erwerb Krakaus spekulierte, deutlich zu machen. Nach Verhandlungen mit dem Teilungspartner Russland und als Ausgleich für den Verlust der Österreichischen Niederlande bekam Österreich in den Verträgen vom 3. Januar 1795 und 24. Oktober 1795 das Territorium mit 47.000 km² zugesprochen. Im Januar 1796 konnte dann auch schließlich das bis dahin von preußischen Truppen besetzte Krakau übernommen werden, die endgültige Teilung konnte endlich durch eine Konvention, die am 26. Januar 1797 in Sankt Petersburg zum Abschluss kam, beschlossen werden.
Von 1797 bis 1803 unterstand dieses Gebiet der K.k. bevollmächtigten Einrichtungscommission in Westgalizien (auch K.k. bevollmächtigte westgalizische Hofcommission), die ihren Sitz in Krakau hatte und das Gebiet in folgende Kreise unterteilte:
1. Kreis Biała
2. Kreis Chełm
3. Kreis Józefów
4. Kreis Kielce
5. Kreis Końskie
6. Kreis Krakau
7. Kreis Lublin
8. Kreis Łuków (Kreisverwaltung in Radzyń Podlaski)
9. Kreis Mińsk (Kreisverwaltung in Wiązowna)
10. Kreis Radom
11. Kreis Sandomierz (Kreisverwaltung ab 1798 in Opatów)
12. Kreis Siedlce

Im März 1803 wurde das Territorium in das Kronland Galizien unter einem gemeinsamen Gouverneur eingegliedert, dabei wurde die Anzahl der Kreise auf folgende sechs reduziert:
- Kreis Kielce, Kreis Krakau, Kreis Lublin, Kreis Radom, Kreis Siedlce und Kreis Włodawa (Kreisverwaltung in Biała Podlaska).[1]

Nach dem Frieden von Tilsit 1807 wurde aus ehemals polnischen Teilen Preußens das Herzogtum Warschau gebildet.  Ein Österreichischer Feldzug gegen das Herzogtum Warschau 1809 während des Fünften Koalitionskriegs hatte die Folge, dass Westgalizien und die Stadt Zamość mitsamt dem gleichnamigen Kreis im Frieden von Schönbrunn dem Herzogtum zugeschlagen wurden.
Das Gebiet kam 1815 durch den Wiener Kongress mit Ausnahme  Krakaus zu „Kongresspolen“ und damit indirekt zu Russland.

## Verwalter
- Kommissar Johann Wenzel von Margelik (1796 bis 1801)
- Gouverneur Johann Graf von Trautmannsdorf (1801 bis 1803)
- Gouverneur Anton Baum von Apfelhofen (1803 bis zur Eingliederung nach Galizien)